# Spontanjäst öl
Spontanjäst öl är öl i vilken fria jästpartiklar i luften får starta jäsprocessen. Spontanjäsning ger en mer varierad öl jämfört med när man jäser med en kontrollerad jästkultur som över- och underjäsning.
Spontanjäsning är den äldsta formen av jäsning. Den utnyttjar de mikroorganismer som finns i luften. Först bryggs stamvörten och slås upp i stora öppna grunda kar, så kallade kylskepp. Dessa finns ofta på bryggeriernas övervåningar. Kylskeppen är ofta inte mer än 30 - 40 cm djupa, för att så stor yta som möjligt ska komma i kontakt med luften. Utrymmena med kylskeppen har luckor som ställs öppna så att luften kan komma i kontakt med vörten. Efter en natt i kylskepp tappar man upp vörten på fat. Faten är ofta gamla vinfat med volymer från 250 till 10 000 liter. Jäsningen kommer igång inom en vecka. För att jäsningen inte ska ske explosionsartat sker bryggningen bara under det kyligare halvåret.
Jäsningen sker i flera steg. Under de första månaderna sker framför allt alkoholjäsning. Därefter dominerar laktobakterier, som skapar den för lambik så karaktäristiska syran. Efter ett år dominerar brettanomyces, en jästfamilj som skapar karaktäristiska aromer av hästfilt.
Den spontanjästa ölen finns i följande varianter:
- Lambik är spontanjäst öl från den första jäsningen. Den är relativt ovanlig och har en alkoholstyrka på 5-6%.
- Gueuze är en blandning av ung och gammal lambik som får jäsa tillsammans på flaska.
- Faro är en med farinsocker sötad lambik och är mycket ovanlig.
- Fruktlambik är den vanligaste sorten och finns i många varianter.
  - Kriek görs på körsbär och är vanligast.
  - Frambozen görs på hallon.
  - Perzik görs på persika.
  - Bosbes görs på röda vinbär.
  - Zwarte bes görs på svarta vinbär.

Det finns även mindre traditionella varianter på till exempel vattenmelon och hjortron.